# Emanuel Kratochwil
Emanuel Kratochwil de Kronbach (ur. 17 grudnia 1778 koło Taboru, zm. 4 sierpnia 1861 w Wiedniu) – czeski urzędnik, literat, malarz.

## Życiorys
Kształcił się w Písku i w Pradze. Ukończył studia prawnicze na Uniwersytecie Wiedeńskim. Równolegle uczył się tamtejszej Akademii Sztuk Pięknych.
W 1796 w trakcie wojen napoleońskich był żołnierzem ochotniczych oddziałów w walkach z Francuzami. Następnie pracował w biurze nadwornej komisji wojennej w Wiedniu.
W 1799 był urzędnikiem administracyjnym w Krakowie. Później od 1806 pełnił stanowiska komisarza cyrkularnego w miastach polskich pod zaborem austriackim: Tarnowie, Nowym Sączu, Sanoku, Czortkowie. Następnie był zatrudniony w gubernium lwowskim, po czym w 1826 został przeniesiony do nadwornej kancelarii w Wiedniu.
Prócz pracy urzędniczej zajmował się pisarstwem i malarstwem. Postanowił opisać obszar Karpat i miasta galicyjskich celem zaprezentowania tego regionu szerszemu gronu odbiorców. Wydał publikację pt. Darstellungen as dem Königreiche Galizien, insbesondere der Karpathen im Sandecer Kreise, opublikowaną w jednocześnie w językach niemieckim i francuskim. Książkę wydano w Wiedniu, zaś ogłoszono prawdopodobnie w Sanoku w 1820, gdyż wówczas w tym mieście została zredagowana przedmowa. Zamiarem autora było pierwotnie opisanie wielu rejonów galicyjskich, jednak ostatecznie w tejże publikacji zawarł jedynie prezentację Tatr i cyrkułu sądeckiego. Mimo tego swoje obserwacje z szerszego obszaru galicyjskiego publikował w artykułach, skupionych w zbiorowej pracy pt. Wspomnienia z Galicyi, które trafiły do austriackiego archiwum w Wiedniu (Österreichisches Archiv, Wieden 1832-1833). Ponadto napisał artykuł dotyczący kwestii żydowskiej w Galicji, umieszczony w wiedeńskim archiwum w 1841
Swoje zbiory przekazał na rzecz czeskiego Muzeum Narodowemu oraz gimnazjum w Písku.